# خلبان جنگنده

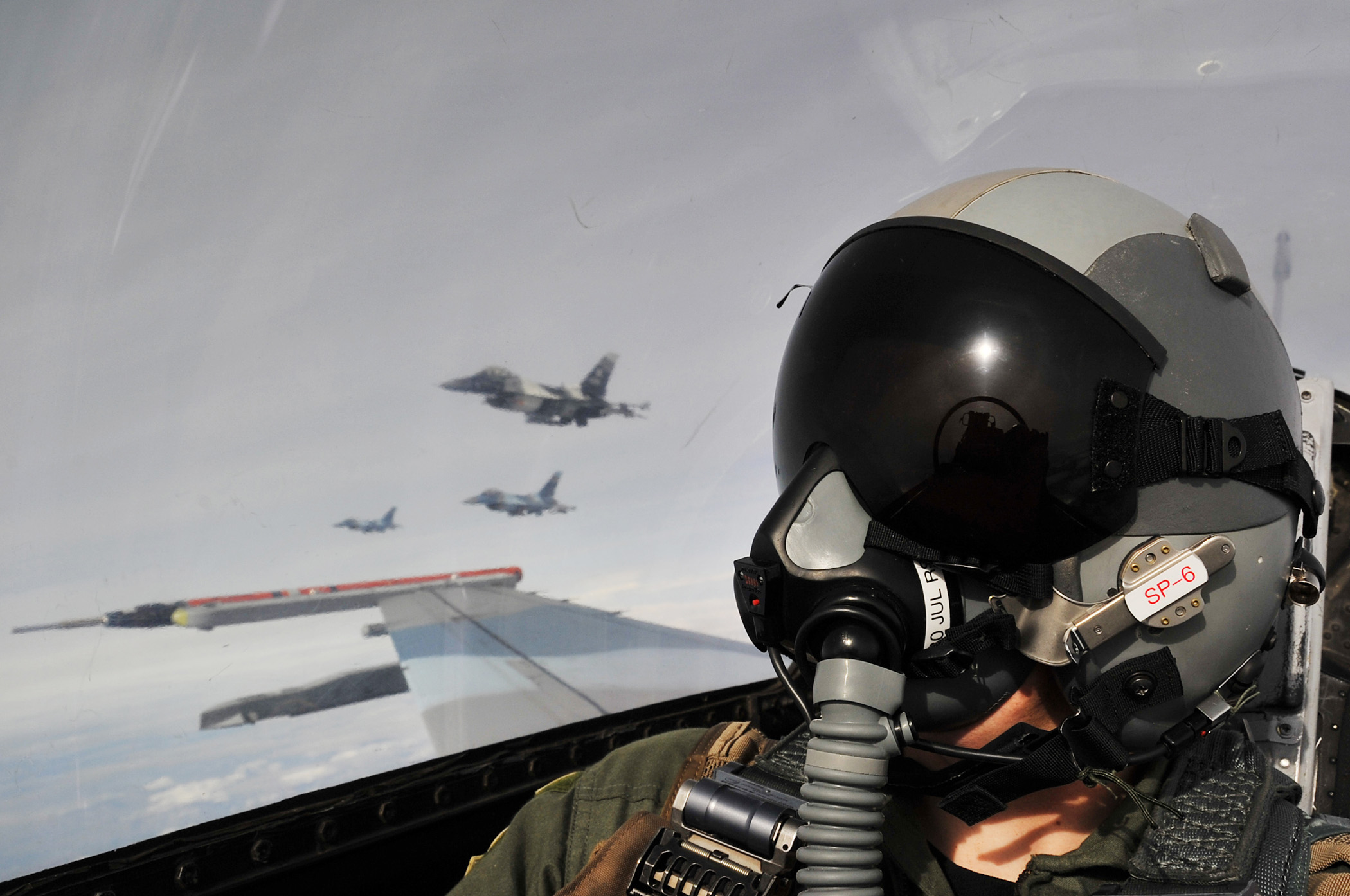
خلبان جنگنده اف ۱۶

خلبان جنگنده به هوانوردی در ارتش می‌گویند که برای نبرد در آسمان با هواپیماهای دیگر یا نابود کردن هدف‌های زمینی با هواپیمای جنگی آموزش ویژه دیده است. خلبان جنگنده‌ای که دست کم پنج هواپیما را سرنگون کرده باشد خلبان تک‌خال نامیده می‌شود.
کسانی که دارای کارنامهٔ تحصیلی قابل توجه و از نظر فیزیکی، تندرستی و قوای ذهنی کاملاً بدون مشکل باشند، شانس بسیار زیادتری برای پذیرش در این شغل را دارند.

## خلبانان برجستهٔ تاریخ نبردهای هوایی
از میان برجسته‌ترین خلبانان نبردهای هوایی می‌توان به نام‌های زیر اشاره کرد:
- محمود اسکندری  (ماهرترین خلبان فانتوم جهان)
- فریدون ذوالفقاری
- فیروز شیخ حسنی
- علی‌اکبر شیرودی
- عباس دوران
- عباس بابایی
- حسین خلعتبری
- شهرام رستمی
- یدالله خلیلی (با ۸ بار سوختگیری هوایی، ۱۲ ساعت گشت هوایی انجام داد)[۱]
- بهروز نقدی بیک (پدر خوانده میراژ)
- نادر جهانبانی